# Warkworth (Northamptonshire)
Warkworth es un pueblo y una parroquia civil del distrito de South Northamptonshire, en el condado de Northamptonshire (Inglaterra).

## Demografía
Según el censo de 2001, Warkworth tenía 31 habitantes (17 varones y 14 mujeres).
| 260                         | 248 | 426 | 521 | 655 | 559 | - | - | 2467 | 3031 | 59 | 65 | 176 | 44 | - | 53 | 40 |
| (Fuente: Vision of Britain) |     |     |     |     |     |   |   |      |      |    |    |     |    |   |    |    |